# Ponte Kurushima-Kaikyo
A Ponte Kurushima-Kaikyō (来岛海峡大桥, Kurushima Kaikyō Ō-hashi?), liga a ilhas de Oshima e Mashima no Japão, é a maior ponte pênsil do mundo em estrutura. A ponte faz parte do maior Projeto de Ponte Honshū-Shikoku conectando as ilhas decHonshū e Shikoku.